# Rossella O'Hara
Caterina Rossella O'Hara (originariamente Katie Scarlett O'Hara) è un personaggio immaginario, protagonista dell'unico romanzo di Margaret Mitchell Via col vento (1936, vincitore del Premio Pulitzer l'anno dopo) e di varie pellicole cinematografiche e televisive, in modo particolare l'omonimo film del 1939 di Victor Fleming, celeberrimo e vincitore di 8 Oscar.
Il nome Rossella è l'italianizzazione dell'originale Scarlett (di cui richiama efficacemente il senso, "rosso scarlatto"); a sua volta, il nome Scarlett venne scelto dalla Mitchell solo poco prima di dare il volume alle stampe, visto che fino ad allora si riferiva al personaggio chiamandolo "Pansy". Anche nelle varie versioni successive, in Italia il nome è rimasto sempre Rossella, grazie al grande successo del film di Fleming e l'identificazione con la protagonista. Solamente nel 2020, nella nuova traduzione del romanzo edita da Neri Pozza, Rossella è diventata Scarlett anche in italiano – così come anche tutti gli altri personaggi coi nomi italianizzati sono stati cambiati nei nomi originali.

## Storia del personaggio
(Rossella in Via col vento)
Rossella O'Hara è la figlia maggiore di Geraldo O'Hara ed Elena Robillard; è nata nel 1845 nella piantagione di cotone della sua famiglia a Tara, in Georgia. La sua famiglia è cattolica di origini irlandesi da parte del padre e francesi da parte della madre. È una ragazza di grande bellezza, occhi verdi e pelle pallida, nota soprattutto per la sua vita stretta. Ha due sorelle più giovani, Sùsele e Caroline, e tre fratelli maschi che morirono tutti durante l'infanzia.
All'inizio della storia, Rossella ha sedici anni. È una ragazza vanitosa, egocentrica e molto viziata. Pur essendo talvolta insicura è molto intelligente, ma finge di essere ignorante e impotente per adattarsi alle aspettative della società del Vecchio Sud, per la quale le donne devono essere creature delicate dedite alla cura della famiglia e bisognose di protezione e guida dei loro uomini. Rossella è consapevole di dover fingere ciò, risentendone spesso a differenza della maggior parte delle sue coetanee belle del Sud, come Melania Hamilton.
Esteriormente, Rossella è il perfetto esempio del fascino del Sud e delle virtù femminili, ed è molto popolare tra i ragazzi della contea, che si diverte a illudere attraverso flirt. L'unico uomo che desidera veramente, tuttavia, è il suo vicino, Ashley Wilkes, il quale è già promesso sposo a sua cugina Melania, dato che la loro famiglia ha alle spalle una lunga tradizione di matrimoni tra consanguinei. Gran parte del romanzo vede Rossella struggersi dal desiderio di sposare Ashley, arrivando a chiederglielo direttamente andando contro le norme sociali. Lui la respinge, essendo già fidanzato, e Rossella, in un moto di rabbia infantile, cerca maldestramente di vendicarsi accettando d'impulso la proposta di matrimonio di Carlo Hamilton, fratello di Melania.
Rhett Butler, un ricco scapolo ultratrentenne disprezzato dalla nobiltà, sente per caso la confessione d'amore di Rossella ad Ashley e si interessa a lei per la sua testardaggine, la bellezza e la noncuranza con cui ha infranto le norme sociali. Da allora, Rhett diventa una costante nella vita di Rossella: nonostante lei non sempre apprezzi i suoi modi di fare, trova liberatoria l'amicizia con l'uomo, che non frena il suo comportamento vivace, anzi, la incoraggia a non sottostare alle rigide regole della società.
Poco tempo dopo, Carlo muore sul fronte per una malattia dopo aver messo incinta Rossella di un figlio, Wade. La sua condizione di vedova le impone una nuova serie di restrizioni (tra cui il vestire a lutto per lungo tempo) e la sofferenza per la perdita precoce delle libertà giovanili la portano a cadere in depressione, che tutti scambiano per dolore per la perdita di Carlo. Rossella riesce progressivamente a tornare in sé, disinteressandosi all'andamento della guerra civile, che disapprova ritenendola inutile; tuttavia, il clima bellico porta al rapido decadimento della società del Sud, in particolar modo il ricco stile di vita a cui Rossella è abituata. La donna si trova a essere l'unica fonte di forza per la sua famiglia, flagellata dalla carestia e dal lutto per la morte di Elena e la conseguente follia in cui cade Geraldo. Decisa a garantire la sopravvivenza propria e della sua famiglia, Rossella si occupa di gestire gli affari e i lavori della famiglia, riuscendo anche a mantenere la proprietà di Tara. Il suo carattere si indurisce notevolmente e smette di preoccuparsi dell'opinione della società sudista, che continua a non vedere di buon occhio il suo nuovo ruolo dominante, considerato inadatto a una donna. Per riuscire, Rossella inizialmente si offre come amante di Rhett e poi sposa con l'inganno il fidanzato di Sùsele, Franco Kennedy, investendo e avviando lei stessa un'impresa e praticando attività commerciali controversi che le fanno guadagnare il disprezzo del vecchio Sud, il quale ritiene che una donna non dovrebbe occuparsi di simili faccende. Durante il lavoro, Rossella viene aggredita da due uomini (un nordista e un nero liberato) e il che porta gli uomini sudisti a mobilitarsi come Ku Klux Klan per vendicarsi; Franco si unisce all'impresa e viene ucciso.
Poco tempo dopo, Rossella decide di sposare Rhett per le sue ricchezze. I due hanno una bambina di nome Diletta, ma il loro matrimonio diventa ben presto instabile a causa dell'attrazione che Rossella nutre ancora per Ashley. Quando Diletta muore da bambina a causa di un incidente di equitazione, la relazione tra Rhett e Rossella crolla definitivamente. In seguito anche Melania muore a causa di complicazioni di una gravidanza; con la morte dell'amica, Rossella si rende conto che la sua ossessione per Ashley era dettata puramente da un desiderio infantile e che in realtà ama Rhett. Cerca di parlargli, ma lui la lascia avendo perso la speranza di ricevere il suo amore. Rossella, distrutta ma determinata a riconquistare Rhett, decide di tornare a Tara brevemente e promette di riuscire a riunirsi con Rhett.

## Analisi del personaggio
Inizialmente Rossella è una ragazza ricca, viziata, senza scrupoli ed egoista, com'è tipico per il suo status socioeconomico; tuttavia, nel corso del libro si trova ad affrontare la tragicità della guerra civile, diventando una donna indipendente in una società spietata che riesce a provvedere a sé stessa e alla sua famiglia nonostante l'instabile economia. L'autrice del romanzo, Mitchell, in una delle sue rare interviste ha spiegato che il tema dell'opera è la sopravvivenza, in particolare l'esplorazione del comportamento umano di fronte a una catastrofe come quella della guerra civile; ciò è stato concordato da diversi critici letterari e autori.
Lisa Beragnoli, autrice di Scarlett Rules, ha paragonato Rossella a un camaleonte per la sua capacità di adattarsi a ogni situazione. Il personaggio si distingue nel romanzo perché è l'unica tra le sue coetanee a sopravvivere e prosperare nonostante le tragedie subite, come la devastazione di Atlanta, la morte dei mariti e il fatto che sia una donna in una società patriarcale, ricorrendo a qualsiasi mezzo, per quanto socialmente e moralmente discutibile, senza esitare.
Rossella si trova in ulteriore difficoltà a causa del suo status di donna: il contesto in cui vive esalta infatti l'immagine della "Signora del Sud", ovvero l'immagine della donna come creatura bella, aggraziata e, soprattutto, indifesa e dipendente dall'uomo. A causa delle condizioni che è costretta a sopportare durante la guerra, Rossella si trova a rigettare tali standard, in quanto non soddisfano i suoi bisogni fisici e non sono utili alla sua sopravvivenza. La sua mancanza alla responsabilità pubblica di comportarsi "da signora" la porta a essere ostracizzata dai suoi concittadini, ma lei non se ne cura più di tanto a causa del suo impegno nel sopravvivere. Alla fine del romanzo, Rossella non sostiene più il codice standard che aveva all'inizio del libro, perché le sue motivazioni sono passate dal voler procurarsi una buona posizione sociale e di classe alla sopravvivenza fisica.

## Ispirazione
Sebbene Margaret Mitchell ha sempre affermato che i suoi personaggi di Via col vento non sono basati su persone reali, dei ricercatori moderni hanno trovato somiglianze tra essi e alcune persone nella vita di Mitchell. L'educazione di Rossella somiglia a quella della nonna materna di Mitchell, Annie Fitzgerald Stephens (1844-1934), cresciuta prevalentemente con un'educazione cattolica irlandese in una piantagione vicino a Jonesboro a Fayette, non diversamente dalla famiglia O'Hara.  Mitchell si fidanzò tre volte, anche se si sposò solo due volte. La sua prima relazione fu con Clifford Henry, un istruttore di baionetta a Camp Gordon durante la prima guerra mondiale . Fu ucciso all'estero nell'ottobre 1918 mentre combatteva in Francia , similmente a O'Hara e al suo primo marito, Carlo Hamilton. La madre di Mitchell, Maybelle Stephens Mitchell, contrasse l'influenza e morì poco prima che Mitchell potesse tornare a casa, in modo simile a Elena O'Hara che muore poco prima dell'arrivo di Rossella da Atlanta. Si pensa che Rhett Butler sia basato sul primo marito di Mitchell, Red Upshaw, perché Upshaw lasciò Atlanta per il Midwest e non tornò mai più. Il suo secondo matrimonio fu con John Robert Marsh, e rimasero sposati fino alla sua morte nel 1949.

## Trasposizioni

### Film del 1939

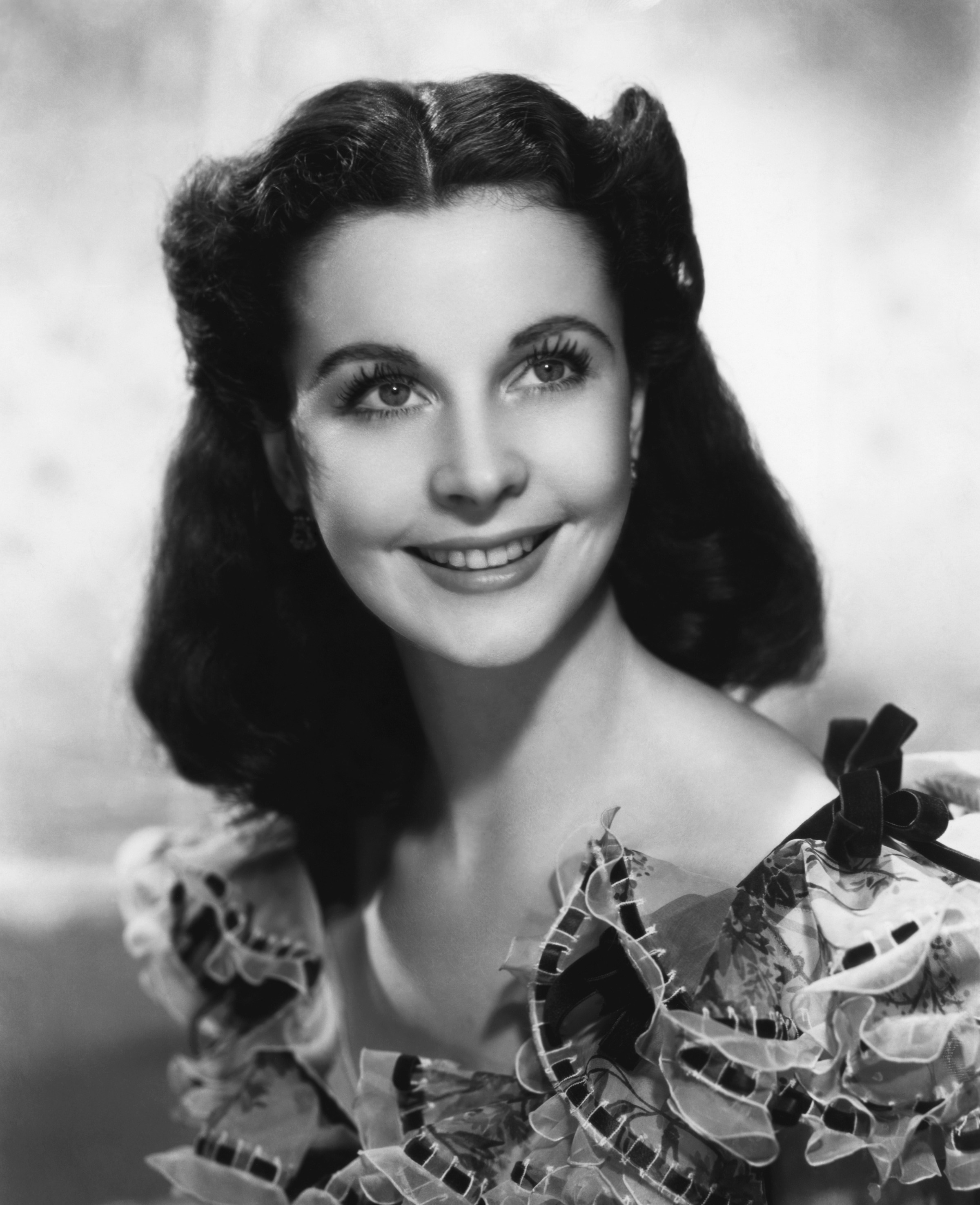
Vivien Leigh in una foto di scena di Via col Vento

#### Casting
Mentre lo studio e gli spettatori erano d'accordo che la parte di Rhett Butler dovesse andare a Clark Gable (ad eccezione dello stesso Clark Gable), il casting per il ruolo di Rossella è stato più difficile. La ricerca di un'attrice per interpretare Rossella nella versione cinematografica del romanzo attirò notoriamente i più grandi nomi della storia del cinema, come Bette Davis (che per ripicca per non essere stata scelta interpretò una "Bella del Sud" in Figlia del vento nel 1938, ruolo che le valse il suo primo Oscar), e Katharine Hepburn, che è arrivò al punto di chiedere un appuntamento con il produttore David O. Selznick e dire: "Sono Rossella O'Hara! Il ruolo è praticamente scritto per me". Selznick rispose piuttosto bruscamente: "Non riesco a immaginare Rhett Butler che ti insegue per dodici anni". Jean Arthur e Lucille Ball vennero prese in considerazione, così come l'allora poco conosciuta Doris Davenport. Susan Hayward è stata "scoperta" quando ha fatto il provino per la parte, e la carriera di Lana Turner è stata lanciata dal provino per il ruolo. Tallulah Bankhead e Joan Bennett erano ampiamente considerate le scelte più probabili finché non furono soppiantate da Paulette Goddard.
La giovane attrice inglese Vivien Leigh, praticamente sconosciuta in America, vide che diversi attori inglesi, tra cui Ronald Colman e Leslie Howard, erano stati presi in considerazione tra i protagonisti maschili di Via col vento. Il suo agente era Myron Selznick, il rappresentante londinese dell'agenzia di talenti guidata dal fratello David Selznick. Leigh chiese a Myron di prendere in considerazione il suo nome come Rossella alla vigilia dell'uscita americana del suo film Elisabetta d'Inghilterra nel febbraio 1938. David Selznick guardò sia Elisabetta d'Inghilterra che il suo film più recente, Un americano a Oxford, quel mese, e pensò che fosse eccellente ma in nessun modo una possibile Rossella, perché era "troppo britannica". Comunque, Myron Selznick fece in modo che David incontrasse per la prima volta Leigh la notte del dicembre 1938, quando l'incendio del deposito di Atlanta stava venendo filmato nel backlot di Forty Acres condiviso da Selznick International e RKO. Leigh e il suo allora amante Laurence Olivier (che in seguito sarebbe diventato suo marito) erano ospiti di Myron Selznick, che era anche l'agente di Olivier, mentre Leigh era a Hollywood sperando in una parte nel film che Olivier stava girando allora, La voce nella tempesta. In una lettera a sua moglie di due giorni dopo, David Selznick ammise che Leigh era "il cavallo oscuro di Rossella" e, dopo una serie di provini, il suo casting fu annunciato il 13 gennaio 1939. Poco prima delle riprese del film, Selznick informò Ed Sullivan : "I genitori di Rossella O'Hara erano francesi e irlandesi. Allo stesso modo, i genitori di Miss Leigh sono francesi e irlandesi".
Leigh fu scelta nonostante le proteste del pubblico secondo cui il ruolo era troppo "americano" per un'attrice inglese, ma Leigh riuscì a interpretare il ruolo così bene che alla fine vinse un Oscar per la sua interpretazione di Rossella O'Hara.

#### Altre attrici considerate
La ricerca di Rossella è iniziata poco dopo l'annuncio dell'adattamento cinematografico ed è durata oltre due anni. Tra la fine del 1937 e la metà del 1938, circa 128 attrici furono nominate per il ruolo di Rossella attraverso lettere di suggerimento inviate dal pubblico alla Selznick International Pictures . Le seguenti attrici erano tra quelle prese in considerazione o che hanno fatto un'audizione per il ruolo, che richiedeva di interpretare Rossella dai 16 anni fino ai 28 anni, con l'età che avevano allora (Leigh nel 1939, anno di rilascio del film, aveva 26 anni):
- Lucille Ball (28)
- Constance Bennett (35)
- Clara Bow (34)
- Mary Brian (33)
- Ruth Chatterton (47)
- Claudette Colbert (36)
- Joan Crawford (31–35)
- Bette Davis (31)
- Irene Dunne (41)
- Madge Evans (30)
- Glenda Farrell (35)
- Alice Faye (24)
- Joan Fontaine (22); la sorella di Olivia de Havilland, che ha interpretato il ruolo di Melania (23)
- Kay Francis (34)
- Janet Gaynor (33)
- Katharine Hepburn (32)
- Miriam Hopkins (37)
- Rochelle Hudson (23)
- Dorothy Lamour (25)
- Carole Lombard (31)
- Myrna Loy (34)
- Pola Negri (42)
- Maureen O'Sullivan (28)
- Merle Oberon (28)
- Ginger Rogers (28)
- Norma Shearer (37)
- Ann Sheridan (24)
- Gale Sondergaard (40), che venne anche considerata per il ruolo della Malvagia Strega dell'Ovest lo stesso anno.
- Barbara Stanwyck (32)
- Gloria Stuart (29)
- Margaret Sullavan (30)
- Gloria Swanson (40)
- Mae West (46)
- Jane Wyman (22)
- Loretta Young (26)

Di queste considerate, solo 31 attrici hanno effettuato un provino, tra cui (con la data del provino iniziale e la loro età all'epoca):
- Louise Platt (settembre 1936; 21)
- Tallulah Bankhead (dicembre 1936; 34)
- Liz Whitney Tippett (aprile 1937; 32)
- Linda Watkins (1937 giugno; 29)
- Adele Longmire (agosto 1937; 19)
- Haila Stoddard (novembre 1937; 23)
- Susan Hayward (1937 dicembre; 20; testata con il suo nome di nascita Edith Marrener)
- Brenda Marshall (febbraio 1938; 22; testata con il suo nome di nascita Ardis Ankerson)
- Paulette Goddard (febbraio 1938, 27)
- Ellen Drew (febbraio 1938, 23; testata con il nome di Terry Ray)
- Anita Louise (febbraio 1938, 23)
- Margaret Tallichet (1938 marzo, 24)
- Frances Dee (1938 marzo, 28)
- Nancy Coleman (settembre 1938, 25)
- Doris Davenport (ottobre 1938, 21; testata con il suo nome di nascita Doris Jordan)
- Marcella Martin (ottobre 1938, 22; alla fine vinse il ruolo di Cathleen Calvert)
- Margaret Hayes (ottobre 1938, 21; testata con il nome Fleurette DeBussy)
- Lana Turner (novembre 1938, 17)
- Diana Barrymore (novembre 1938, 17)
- Jean Arthur (dicembre 1938, 38)
- Joan Bennett (1938 dicembre, 28)
- Vivien Leigh (1938 dicembre, 25)

Turner venne eliminata dopo il suo provino, in quanto Cukor ritenne che fosse troppo giovane per avere la profondità richiesta dal ruolo.
Nel dicembre 1938, Cukor e Selznick avevano ristretto la decisione a Goddard e Leigh. Il 21 dicembre, entrambe le attrici furono sottoposte a provini in technicolor, le uniche a ricevere i test a colori. Leigh è stata scelta in seguito, una scelta controversa tra il pubblico poiché non era americana
La complicata vicenda del casting di Rossella è stata narrata nel film per la TV statunitense La guerra di Rossella O'Hara (1980) di John Erman, che vinse 2 Emmy per i migliori costumi e il miglior trucco: nella pellicola Vivien Leigh era interpretata da Morgan Brittany.

### In altri adattamenti
- Rossella è stata interpretata da Lucia Mannucci nella produzione di Rai 1 La storia di Rossella O'Hara (1964).
- Un adattamento teatrale musicale del 1966 fu un grande successo in Giappone e nel West End di Londra, ma non ebbe successo in America, dove ebbe come protagonisti Lesley Ann Warren e Harve Presnell. Smise di essere riprodotto dopo gli adattamenti a Los Angeles e San Francisco, senza mai aprire a Broadway.
- Nei primi anni settanta il giapponese Kazuo Kikuta scrive il libro Scarlett, basandosi sui personaggi della Mitchell: dal libro venne tratto un fortunato musical di Harold Rome della durata di quattro ore e diviso in due parti[9]. La traduzione inglese dell'opera venne compiuta da Horton Foote che fece profondi cambiamenti, a partire dal titolo (divenuto ancora Via col vento): il nuovo musical, presentato al Teatro del West End di Londra nel 1972[10] aveva June Ritchie nel ruolo della protagonista.
- Nel 1980 fu realizzato un film sulla ricerca per l'attrice di Rossella intitolato La guerra di Rossella O'Hara con Morgan Brittany nel ruolo di Vivien Leigh.
- Alla fine degli anni ottanta la scrittrice Alexandra Ripley acquista i diritti dell'opera della Mitchell e nel 1991 pubblica il romanzo Rossella, cronologicamente ambientato poco dopo la fine delle vicende del primo e l'addio di Butler. Nel 1994 da questa seconda opera venne tratta l'omonima miniserie televisiva Rossella in cui la protagonista è interpretata da Joanne Whalley (accreditata all'epoca come Joanne Whalley-Kilmer, in quanto moglie di Val Kilmer).
- Nel musical di Margaret Martin Via col vento, il ruolo di Rossella O'Hara è stato ricoperto da Jill Paice.
- Nella produzione teatrale sudcoreana il membro di Girls' Generation Seohyun ha interpretato Rossella insieme a Bada, ex membro dei SES.[11]

## Confronti con altri personaggi
Troy Patterson di Entertainment Weekly ha sostenuto che Ally McBeal, la protagonista della serie televisiva omonima, ha somiglianze con O'Hara e che "Rossella e Ally sono principesse delle fiabe che somigliano alle donne vere tanto quanto Barbie e Skipper". Patterson ha scritto che Ally le somiglia in quanto entrambe vengono da una famiglia della classe dirigente, "si strugge disperatamente per una barca da sogno non disponibile" e ha un "impertinente coinquilino nero" al posto di una "mammy nera" per "confortarla".  Altri personaggi spesso paragonati a Rossella includono molte protagoniste femminili di altri poemi epici romantici, dal film del 1965 Il dottor Zivago a Rose DeWitt Bukater di Titanic (1997) così come donne volitive della storia, come Cleopatra, Maria Antonietta ed Eva Peron.
La successiva interpretazione da parte di Vivien Leigh della Bella del Sud Blanche DuBois, vincitrice dell'Oscar, sul palco e nell'adattamento cinematografico del 1951 di Un tram che si chiama Desiderio, ha fatto paragoni con la sua interpretazione di Rossella. Per coincidenza, il ruolo è stato originariamente scritto per Tallulah Bankhead, che aveva a sua volta fatto un'audizione per il ruolo di Rossella O'Hara. Il personaggio di Blanche è spesso visto come un'antitesi di mezza età della giovane e volitiva Rossella. Blanche affronta malattie mentali, abusi violenti (da Stanley) e grave ansia. Alla fine, a differenza di Rossella che si riesce a farsi forza e a superare i suoi problemi, Blanche precipita nella follia e viene ricoverata in un istituto psichiatrico.

## Influenza culturale
In suo onore, nel 1939 fu dato il suo nome a un cocktail formato da Southern Comfort, succo di mirtilli e limetta.